# 青森県幼稚園の廃園一覧
青森県幼稚園の廃園一覧（あおもりけんようちえんのはいえんいちらん）は、青森県内の廃園になった幼稚園の一覧。対象となるのは、学制改革（1947年）以降に廃園となった幼稚園、および分園である。園名は廃園当時のもの。廃園時に幼稚園が所在していた自治体がその後合併により消滅している場合は、現行の自治体に含める。また現在休園中の県内の幼稚園（分園）も、参考として記載する。
（）内は、廃園になった年（休園の場合は、その措置が取られた年）である。

## 青森市
- 青森市立新城幼稚園
- 青森文化幼稚園（2010年休園のち閉園）[1]
- 青森中央短期大学附属幼稚園〈旧〉（2012年認定こども園青森中央短期大学附属幼稚園〈新〉へ移行）[2]
- すぎのこ幼稚園〈旧〉（2015年幼保連携型認定こども園すぎのこ幼稚園〈新〉へ移行）[3]
- 第二すぎのこ幼稚園〈旧〉（2015年幼保連携型認定こども園第二すぎのこ幼稚園〈新〉へ移行）[3]
- 筒井りんご幼稚園（2016年閉園）[4]
- 甲田幼稚園〈旧〉（2016年認定こども園甲田幼稚園〈新〉へ移行）[5]
- 青森藤幼稚園（2017年藤保育園と統合し[6]青森藤こども園へ）
- 映徳学園大谷幼稚園（2018年閉園）[7]
- 源内幼稚園〈旧〉（2012年幼稚園型認定こども園源内幼稚園となり、2018年幼保連携型認定こども園源内幼稚園〈新〉へ移行）[8]
- 松森幼稚園（2019年閉園）[9]

浪岡町（2005年廃止）
- 北中野幼稚園[10]（1984年2月6日閉園）[11]

## 弘前市
- 弘前大谷幼稚園〈初代〉（2015年幼保連携型認定こども園弘前大谷幼稚園〈2代目〉となり[3]、2022年学校法人青森白ゆり学園へ譲渡されみどり幼稚園へ[12]）

## 八戸市
- 八戸文化幼稚園〈旧〉（2007年幼保連携型認定こども園八戸文化幼稚園〈新〉へ移行）[13]
- 八戸短期大学附属白銀幼稚園（2007年閉園）[14]
- 八戸短期大学付属多賀台幼稚園（2007年10月2日閉園）[14]
- 八戸学院短期大学附属幼稚園びわの（2013年閉園）[14]
- 豊崎幼稚園（2013年閉園）[15]
- 第二千葉幼稚園（2016年閉園）[4]
- 第三千葉幼稚園（2016年閉園）[4]
- 高館幼稚園〈旧〉（2016年認定こども園高館幼稚園〈新〉へ移行）[16]
- ファチマ幼稚園（2017年イメルダ幼稚園へ統合）[17]
- 映徳学園大谷幼稚園（2017年閉園）[18]
- 長者幼稚園〈旧〉（2017年認定こども園長者幼稚園〈新〉へ移行）[19]
- 八戸学院幼稚園〈旧〉（2018年一旦廃止し幼保連携型認定こども園八戸学院幼稚園へ）[14]

## 黒石市
- 黒石市立黒石幼稚園（2017年閉園）[20]

## 五所川原市
- 金木幼稚園〈旧〉（2015年幼稚園型認定こども園金木幼稚園〈新〉へ移行）[21]

## 十和田市
- 青森大学附属十和田幼稚園
- 十和田幼稚園（2007年閉園）[22]
- さつき幼稚園〈旧〉（2010年認定こども園さつき幼稚園となり、2015年幼保連携型認定こども園さつき幼稚園〈新〉へ移行）[23]
- 十和田市立沢田幼稚園（2011年閉園）[24]
- 十和田みなみ幼稚園〈旧〉（2015年認定こども園十和田みなみ幼稚園〈新〉へ移行）[25]

## 三沢市
- 三沢第一幼稚園〈旧〉（2015年幼保連携型認定こども園三沢第一幼稚園〈新〉へ移行）[26]

## むつ市
- 田名部幼稚園（2011年閉園）[27]
- むつひまわり幼稚園〈旧〉（2011年認定こども園むつひまわり幼稚園〈新〉へ移行）[28]
- 星美幼稚園〈旧〉（2022年幼保連携型認定こども園星美幼稚園〈新〉へ移行）[29]

脇野沢村（2005年廃止）
- 脇野沢幼稚園（1995年閉園）[30]

## つがる市
- 森田中央幼稚園（2008年9月1日休園のち閉園）[31]
- 木造西幼稚園〈旧〉（2015年幼保連携型認定こども園木造西幼稚園〈新〉へ移行）[3]

## 平川市
- 平賀幼稚園（2023年8月閉園）[32]

## 東津軽郡

### 蓬田村
- 蓬田村立蓬田幼稚園（2000年閉園）[33]

### 外ヶ浜町
- 蟹田幼稚園（2015年認定こども園風のまちこども園へ移行）[3]

## 西津軽郡

### 鰺ヶ沢町
- 鰺ヶ沢町立鰺ヶ沢幼稚園（2007年閉園）[34]

## 南津軽郡

### 大鰐町
- おおわに文化幼稚園〈旧〉（2015年あじゃら中央保育園と統合し幼保連携型認定こども園おおわに文化幼稚園へ）[35]

## 北津軽郡

### 板柳町
- 板柳小附属幼稚園（1984年閉園）[11]
- つきかげ幼稚園（2015年閉園）[36]

### 中泊町
- 中泊町立小泊幼稚園（2009年閉園）
- 中里幼稚園（2015年認定こども園中里こども園へ移行）[36]

## 上北郡

### 野辺地町
- 八戸学院短期大学附属幼稚園びわの（2013年休園のち閉園）[37]

### 七戸町
- 七戸町立七戸幼稚園（2018年閉園）[38]

### 六戸町
- 六戸幼稚園（2014年休園、2021年閉園）[39]
- 小松ケ丘幼稚園〈旧〉（2017年認定こども園小松ケ丘幼稚園へ移行）[40]
- 認定こども園小松ケ丘幼稚園（2024年閉園）[32]

### 六ヶ所村
- レイクタウン幼稚園（2015年幼保連携型認定こども園おぶちこども園へ園児を転園させ閉園）[36]

### おいらせ町
- 百石幼稚園〈旧〉（2018年認定こども園百石幼稚園〈新〉へ移行）[41]

## 下北郡

### 東通村
- 東通村立野牛幼稚園（2002年休園）[42]
- 東通村立大利幼稚園（2004年休園）[42]
- 東通村立砂子又幼稚園（2005年休園） [42]
- 東通村立鹿橋幼稚園（2005年休園、2006年6月13日閉園）[42]
- 東通村立田屋幼稚園（2006年休園）[42]

## 三戸郡

### 三戸町
- いずみ幼稚園〈旧〉（2017年幼保連携型認定こども園いずみ幼稚園〈新〉へ移行）[43]
- 三戸紫苑幼稚園（2019年閉園）[44]